# Кассандра Нова
Кассандра Нова (англ. Cassandra Nova), полное имя Кассандра Нова Ксавьер (англ. Cassandra Nova Xavier) — вымышленный персонаж, суперзлодей комиксов издательства Marvel Comics, созданный Грантом Моррисоном и Фрэнком Куители.

## История публикаций

Обложка New X-Men (июль 2001). Первое появление Кассандры Новы.
Художник: Фрэнк Куители

Создана сценаристом Грантом Моррисоном и художником Фрэнком Куители. Впервые появилась в комиксе New X-Men № 114 в июле 2001 года.

## Вымышленная биография
Является маммадраи — бестелесным паразитом, состоящим из эмоциональной энергии. Появилась в утробе матери Чарльза Ксавьера, Шэрон Ксавьер, незадолго до рождения самого Чарльза. Скопировала ДНК Чарльза, чтобы создать собственное тело. Таким образом, стала его сестрой-двойняшкой. Ощущая чудовищные мысли Новы, Чарльз пытался убить существо ещё в утробе. Разум Новы выжил и спрятался в канализации. Она сошла с ума и решила, что, уничтожив Ксавьера, завоюет Вселенную.
Обманом заманила Дональда Траска — племянника создателя Стражей, Боливара Траска в Эквадор. Там, с его помощью взяла под контроль «диких стражей». Отправила армию роботов на Геношу — уничтожить мутантов. В результате, 16 миллионов мутантов были убиты. Захвачена Циклопом и Росомахой и доставлена в особняк Икс.
Вырвалась на свободу и победила Людей Икс. Подключилась к Церебре (улучшенная версия Церебро), чтобы увеличить свою силу. Эмма Фрост свернула шею Нове, а Профессор Икс несколько раз выстрелил в неё из пистолета. Тело Новы заморозили. Незаметно для окружающих, успела поменяться разумом с Чарльзом. Зверь обнаружил, что у Ксавьера и Новы одинаковая ДНК. Кассандра заставила мутанта Клюва напасть на Генри. Маккой впал в кому. Нова покинула Землю вместе с представителями инопланетной цивилизации Ши'ар.
Находясь в ловушке в раненом теле Кассандры, Чарльз пытается предупредить Людей Икс об опасности. Нова заражает команду героев бактериальными нано-стражами. Роботы разрушают иммунную структуру, ослабляя мутантов. Мысленно заставила императрицу Ши’ар Лиландру, возлюбленную Ксавьера, отправить имперскую гвардию на Землю и убить всех мутантов, так как они якобы заражены ментальной чумой. Гвардия сражается с мутантами. Когда правда раскрылась, гвардия объединилась с Людьми Икс против Кассандры. Нова победила. Кассандра подключилась к Церебре, пытаясь уничтожить всех мутантов. Ранее Джин Грей использовала Церебру и поместила часть сознания Чарльза в разум каждого мутанта на Земле. Чарльз и Джин атаковали Нову и заставили её покинуть его тело. Эмма Фрост и Стэпфордские кукушки заманили Нову в ловушку. Эмма обещала вернуть Нове её тело в обмен на сохранение жизни для себя и кукушек. «Тело» оказалось искусственным мозгом. Кассандра оказалась заперта в коконе в специальной камере.
Нова сумела имплантировать часть своего разума Эмме. Манипулирует Эммой и нападает на Людей Икс. Мутанты уверены, что Эмма предала их. Герои считают, что подверглись атаке со стороны Клуба Адского Огня (Кассандра Нова, Себастьян Шоу, Сверхзвуковая Боеголовка и Совершенство). Циклоп впал в ступор и потерял свои суперспособности. Зверь стал животным, утратив свою личность. Росомаха впал в детство. Колосс ранен в бою с «Шоу». Призрачная Кошка теряет контроль над своими силами и, в буквальном смысле, проваливается сквозь землю. Китти Прайд удаётся выбраться на поверхность. Нова, с помощью иллюзий, заставляет Прайд вытащить свою сущность из ловушки. Хочет вселиться в тело Китти, но та сопротивляется. Герои приходят в себя. Циклоп объяснил остальным, что Нова контролирует Фрост. Кассандра пытается перенести свой разум в Броню, а Циклоп уговаривает Эмму вернуть разум Новы в кокон. В настоящий момент неизвестно, возвращён ли разум Новы в «тюрьму» или же ей удалось перенестись в Хисако.
После того, как Джин Грей возвращается к жизни и приступает к созданию официальной «нации» мутантов, за ней тайно наблюдает Кассандра Нова, которая на самом деле сбежала из когтей Людей Икс, используя свои экстрасенсорные способности, чтобы прыгать от одного хозяина к другому. В какой-то момент она завладела послом Соединенного Королевства в ООН. Когда Джин столкнулась с Организацией Объединенных Наций, она без ведома нарушила тщательно продуманные планы Кассандры, и теперь Кассандра клянется свергнуть усилия Джин. Она также создала микроскопическую дозорную технологию, которую затем использовала для управления правительствами, имплантировав ее в мозги нескольких людей. Эти инфицированные люди становятся машинами, ненавидящими мутантов, лишенными самоконтроля и готовыми уничтожить любого мутанта, который хотя бы смотрит на них, и в то время как Красная команда Людей Икс, все еще не обращая внимания на угрозу Кассандры Новы, смогла найти способ отключить эту дозорную технологию, несмотря на подавления мысли в поисках зараженного человека. На другой стороне земного шара правительства, контролируемые Новой, угрожают смертью всем мутантам. Польская армия почти добивается успеха, но Красная команда вмешивается, прежде чем все станет кровавым, благодаря телепатическим силам Джин и вмешательству Нэмора. Кассандра Нова также завербовала неохотную кузницу для своего дела и показывает, что ее ненависть к мутантам мотивирована ее близкой смертью от рук своего брата Чарльза Ксавьера. Позже она показывает себя Джин Грей, когда та использовала Сиаребро (подводное подразделение Церебро), чтобы наблюдать, как волны антимутантской ненависти накатывают на мир, и одновременно посылает не желающего Джейми Карлсона, также особую команду, чтобы разбить Атлантиду. С помощью Мстителей и остальных атлантов Люди Икс, Джин Грей и их союзники используют шлемы Магнето массового производства, чтобы спасти жертв Кассандры с промытыми мозгами. Во время противостояния с Кассандрой Нова Ночной Змей телепортирует Габби за голову Кассандры, чтобы отключить ее, что позволяет Джин взломать Нову.

## Силы и способности
Кассандра Нова, как и другие маммадраи, способна копировать ДНК различных живых существ. Может быстро заживлять свои раны, а также делать своё тело неосязаемым. Скопировав тело Чарльза Ксавьера, переняла и его суперспособности (телепатия, телекинез, астральная проекция). Она является средним маммадраи, которые владеют астральными манипуляциями, одержимостью ума и генетическим чередованием.

## Другие версии

### Земля-15104. И настало завтра
В истории «И настало завтра», события которого происходят на Земле-15104, Нова выступает на стороне добра. Действие происходит в будущем (через 150 лет). Кассандра становится одной из Людей Икс. Со временем, даже возглавляет команду. Сражается против Саблайма (так себя называет Зверь), пытающегося поработить весь мир с помощью армии искусственно созданных мутантов-монстров. Погибла в бою.

### Люди Икс: Конец
Комикс «Люди Икс: Конец», книга 3: Люди и Люди Икс. Является злодеем. Надеется получить контроль над Силой Феникса и уничтожить всю Вселенную.

## Вне комиксов

### Кино
Кассандра Нова появится в фильме Дэдпул и Росомаха, в котором она выступит главной злодейкой. Её сыграет актриса Эмма Коррин.

### Видеоигры
Присутствует в мобильной игре «X-men: Battle of the Atom», основанной на одноимённом комиксе.

## Критика и отзывы
- В 2008 году заняла 185-е место в списке 200 величайших персонажей комиксов всех времён по версии журнала Wizard[12][13].
- В 2009 году заняла 50-е место в списке 100 величайших злодеев комиксов всех времён по версии IGN[14].